# Poliopastea attilis
Poliopastea attilis là một loài bướm đêm thuộc phân họ Arctiinae, họ Erebidae.